# Palouet
Palouet es una localidad española del municipio de Masoteras, perteneciente a la provincia de Lérida, en la comunidad autónoma de Cataluña.

## Toponimia
El nombre del lugar puede encontrarse referido con las variantes Palou de Tora y Palouet.

## Historia
Hacia mediados del siglo XIX, el lugar, ya por entonces perteneciente a Masoteras, tenía contabilizadas 9 casas. Aparece descrito en el decimosegundo volumen del Diccionario geográfico-estadístico-histórico de España y sus posesiones de Ultramar de Pascual Madoz de la siguiente manera:

PALOU DE TORA: l. del distr. municipal de Macoteras (5/6 leg.), en la prov. de Lérida (10 2/3), part. jud. de Cervera (3 1/2), aud. terr. y c. g. de Barcelona (16 1/3), dióc. de Solsona (5 2/3): sit. parte en un llano y parte en el declive de un cerro, dominado de los vientos del E. y O.; su clima frio en invierno y templado en verano. Consta de 9 casas; igl. (San Jaime) aneja de Tartaull; cementerio contiguo á ella, y una fuente en el térm., de la cual se utilizan los vec. Confina N. Tartaull; E. Iborra y Vichfret; S. Vichfret, y O. Macoteras. El terreno participa de mediana calidad, que es el trozo que se riega con las aguas de un arroyo; y de ínfima y secano, con monte de robles, encinas, olivos, mucho arbusto y maleza para combustible: los caminos dirigen á Guisona y Torá, de cuyo último punto reciben los particulares la correspondencia, y la de oficio de la adm. de Cervera. prod.: centeno, cebada, escaña, poco trigo, vino, aceite y algunas hortalizas: hay ganado vacuno para la labranza, y caza de abundantes perdices y conejos. ind.: un molino harinero. pobl.: con Tartaull (V.).
(Madoz, 1849, p. 627)

En 2022, tenía empadronados 33 habitantes.

## Patrimonio
En el lugar hay una iglesia bajo la advocación de San Jaime.